# Brachypodium distachyon
Brachypodium distachyon es una especie de hierba de la familia de las gramíneas.

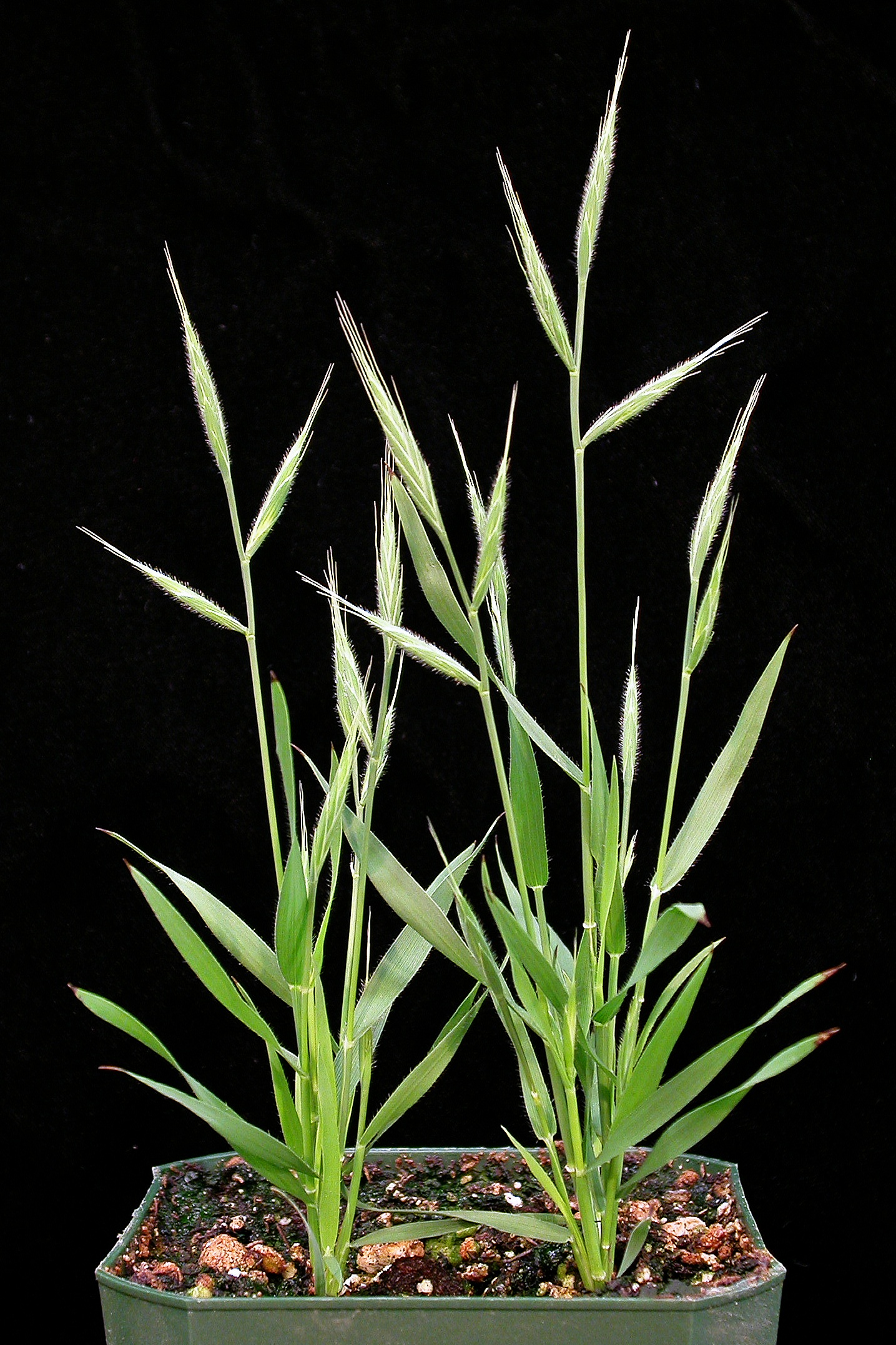
Vista de la planta

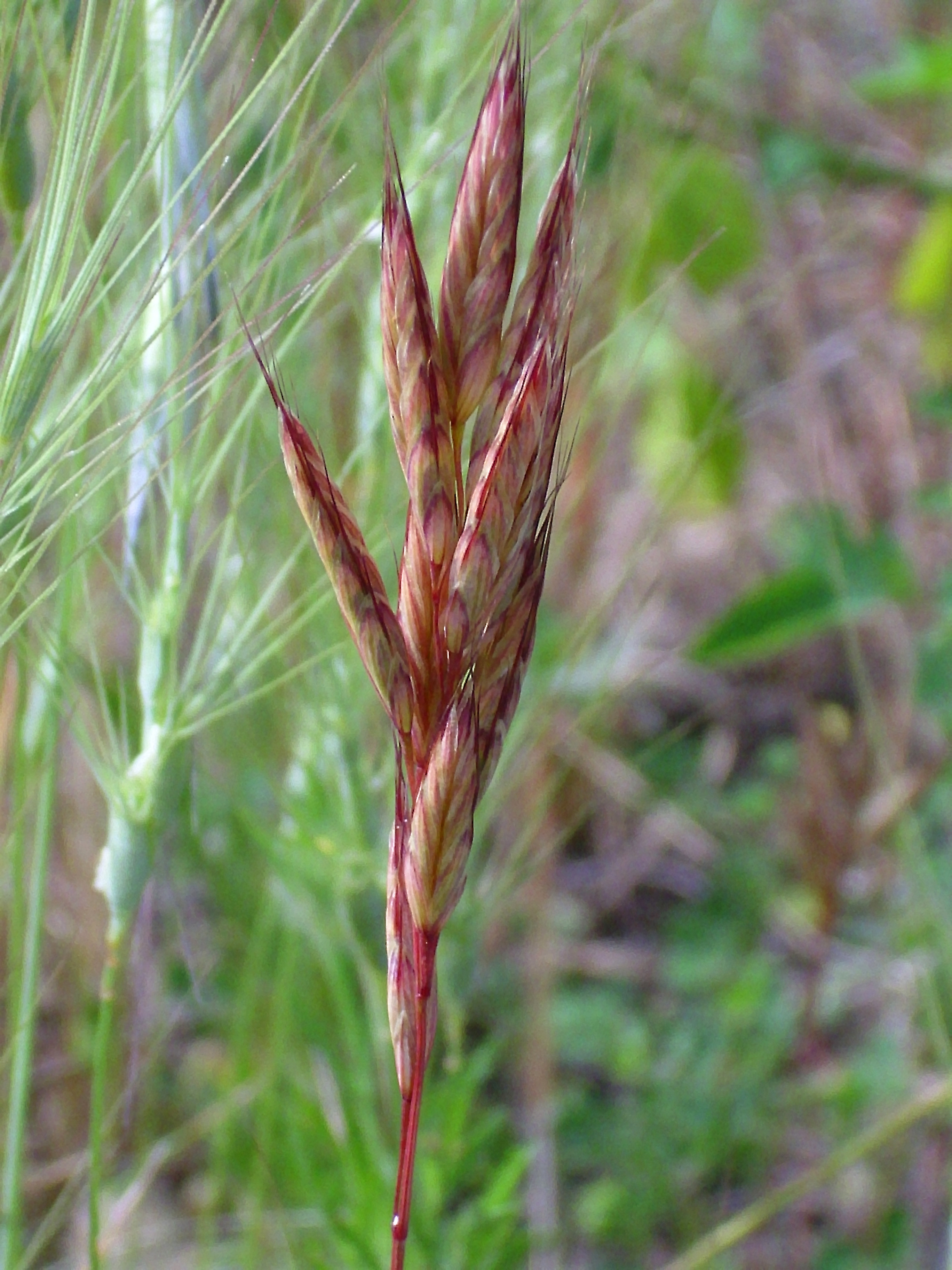
Espiga

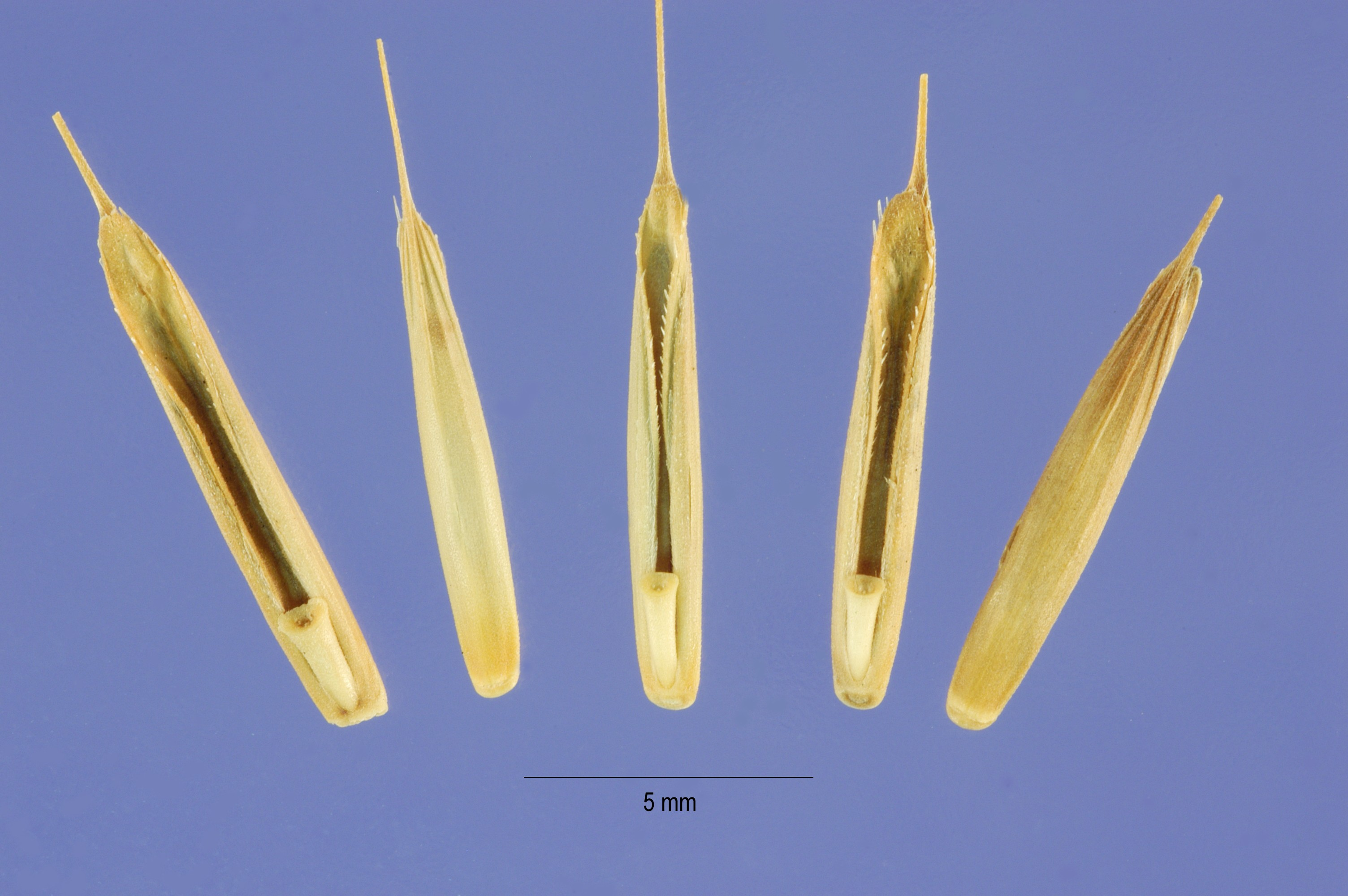
Semillas

## Descripción
Brachypodium distachyon, es la única especie terófito (planta anual) autóctona de este género, ya que las otras cuatro especies son perennes. Raramente alcanza más de 20 cm de altura. Son características las espiguillas aplanadas y divergentes (o sea, formando un ángulo muy abierto con el tallo). Tiene hojas estrechas (normalmente alrededor de 4 mm).

## Distribución y hábitat
Relativamente común en los prados de hierbas anuales en lugares secos, a todas las comarcas de clima mediterráneo.Se encuentra desde el sur de Europa y el norte de África hasta el Asia oriental y la India, y también en Australia, algunas islas del Atlántico y algunas zonas de América del Norte y del sur. Distribuït pel centre i sud d'Europa i també pel sud-est d'Àsia.
En la península ibérica en Castilla y León donde el aislamiento ecológico ha influenciado su peculiar diversidad genética.  Por Europa y Siberia. Abunda en praderas poco regadas, robadillos de desagües, húmedos o no. Muy dura e indigerible para el ganado. Hemicriptófito.

## Taxonomía
Brachypodium distachyon fue descrita por (L.) Beauv.  y publicado en  Essai d'une Nouvelle Agrostographie 101, 155, 156. 1812.
Citología
Número de cromosomas de Brachypodium distachyon (Fam. Gramineae) y táxones infraespecíficos: n=10. 2n=30.
Etimología
El nombre de este género deriva del griego brachys (corto) y podion (pie pequeño), en referencia a las espiguillas subsésiles.
Sinonimia
- Agropyron distachyon (L.) Chevall.
- Brachypodium distachyum (L.) P.Beauv.
- Brachypodium schimperi (Hochst. ex A.Rich.) Chiov.
- Bromus distachyos L.
- Bromus geniculatus L.
- Festuca distachya (L.) Roth
- Festuca schimperi (Hochst. ex A. Rich.) Steud.
- Trachynia distachya (L.) Link
- Triticum schimperi Hochst. ex A. Rich.
- Zerna distachya (L.) Panz. ex B.D.Jacks.[8]

## Nombre común
- Castellano: espiguilla de burro, gramilla.[9]